# Галібертон (графство)
Графство Галібертон (англ. Haliburton County) — графство у провінції Онтаріо, Канада. Графство є переписним районом та адміністративною одиницею провінції.
Адміністрація графства знаходиться в містечку Мінден-Гіллс.
Графство Галібертон було створене у 1983 році, але існувало як «Тимчасовий Округ Галібертон» з 1874 року. Округ Галібертон і поселення Галібертон були названі на честь державного діяча Томаса Чандлера Галібертона (англ. Thomas Chandler Haliburton).
На північній межі графства лежить Алгонкінський провінційний парк.

## Адміністративний поділ
- Містечко — Алґонкін-Гайлендс (англ. Algonquin Highlands)
- Муніципалітет — Дисарт та інші (англ. Dysart and Others)
- Муніципалітет — Гайлендс-Іст (Онтаріо) (англ. Highlands East)
- Містечко — Мінден-Гіллс (англ. Minden Hills)